# اسیک
اسیک (به لاتین: Esik) یک شهر در قزاقستان است که در استان آلماتی واقع شده‌است.

## خصوصیات
اسیک ۲۵٫۸ کیلومترمربع مساحت و ۳۴٬۳۵۵ نفر جمعیت دارد و ۱٬۲۱۴ متر بالاتر از سطح دریا واقع شده‌است.